# William Savy
Pour les articles homonymes, voir Savy.
William Savy (né le 4 décembre 1906 à Sarcelles et mort le 17 juin 1993 à Cannes) fut un agent secret français du Special Operations Executive, Section F (française) pendant la Seconde Guerre mondiale.

## Identités
- État civil : William Jean Savy
- Comme agent du SOE :
  - Nom de guerre (field name) : « Alcide »
  - Nom de code opérationnel : WIZARD (en français MAGICIEN)
  - Pseudo : Jean Millet

## Éléments biographiques
1906. William Savy naît le 4 décembre à Sarcelles.
Guerre.
- Il est commandant dans l’armée française. Il se lie d’amitié avec Lise de Baissac (du réseau ARTIST) et par son intermédiaire  avec France Antelme (du réseau BRICKLAYER). Il est recruté par le SOE et interviewé par Maurice Buckmaster, le chef de la section F. Son nom est changé en Jean Millet. Savy travaille clandestinement comme avocat à Paris, en louant un bureau à Monsieur Robert Gieules « Marcellin » . C’est une figure éminente du droit, très connu dans le milieu des avocats. De plus il a un bras déformé, ce qui ne le laisse pas inaperçu. Malgré cela, et tout en se sachant recherché par la Gestapo, sans tenir compte des dangers encourus, il voyage énormément pour rendre visite à une grande quantité de contacts et de responsables – des hommes eux-mêmes repérés – de manière à s’assurer des fondations de ses plans. En début juillet 1943, alors que la Gestapo est en train de perquisitionner son bureau, Robert Gieules, qui habitait le même immeuble, parvient à sortir et se rendre à la station de métro pour prévenir Savy de ne pas se rendre à son bureau.
- Nuit du 19 au 20 juillet 1943. William Savy et France Antelme, pourchassés tous les deux, quittent la France par Lysander[1].
- Le 29 septembre Robert Gieules est arrêté puis déporté au camp de concentration de Dora.
- Février 1944. France Antelme, Madeleine Damerment et Lionel Lee sont arrêtés. William Savy se porte volontaire pour retourner en France.
- Nuit du 2 au 3 mars 1944. Avec pour nom de guerre « Alcide », il arrive près de Châteauroux[2], reçu par le réseau GREYHOUND[3]. Chef du réseau WIZARD, il est accompagné par Eileen Nearne « Rose » qui est son opérateur radio. Il entreprend une mission particulièrement dangereuse : former une organisation d’une grande ampleur, qui prépare la réception et les opérations des équipes en uniforme qu’il est prévu de parachuter en France à partir du début du débarquement.
- Il tombe par hasard sur un document si important qu’il décide de retourner à Londres, ce qu'il fait dans la nuit du 9 au 10 mai[4], en laissant sur place ses collaborateurs Eileen Nearne et un second opérateur radio, Jean Gérard Maury « Arnaud », qui rejoignent le réseau SPIRITUALIST. Le renseignement que contient le document est la preuve de l'existence d'un important dépôt de munitions dans des carrières de pierre à Saint-Leu-d'Esserent, qui abrite 2 000 bombes volantes V1 prêtes à l’emploi. Grâce à cela, des raids de bombardement seront organisés par l'USAAF et la RAF entre le 27 juin et le 5 août 1944.

## Après la guerre
William Savy meurt le 17 juin 1993 à Cannes.

## Reconnaissance
- Royaume-Uni : membre de l'Ordre de l'Empire britannique (MBE),
- France : chevalier de la Légion d'honneur, Croix de guerre 1939-1945, Médaille de la Résistance.

### Sources
- Michael Richard Daniell Foot, Des Anglais dans la Résistance. Le Service Secret Britannique d'Action (SOE) en France 1940-1944, annot. Jean-Louis Crémieux-Brilhac, Tallandier, 2008,  (ISBN 978-2-84734-329-8). Traduction en français par Rachel Bouyssou de (en) SOE in France. An account of the Work of the British Special Operations Executive in France, 1940-1944, London, Her Majesty's Stationery Office, 1966, 1968 ; Whitehall History Publishing, in association with Frank Cass, 2004. Ce livre présente la version officielle britannique de l’histoire du SOE en France.
- Site personnel de Graham TAYLOR sur les V1 de Saint-Leu ;
- Hugh Verity (trad. de l'anglais), Nous atterrissions de nuit, Viverols, Éd. Vario, 2004, 5e éd., 366 p. (ISBN 978-2-913-66310-7, OCLC 470352330) ;
- Article Eileen Nearne de Wikipédia en anglais.
- Archives du Service historique de la Défense, Vincennes : dossier du réseau JEAN MILLET-BUCKMASTER, cote 17 P 28 ; et dossier personnel de William Savy, cote GR 16 P 295684.